# Hrvoje Marko Peruzović
Hrvoje Marko Peruzović (Zagreb, 28. travnja 1971.) hrvatski je akademski slikar, grafičar, ilustrator, kipar i fotograf. Tehnika kojom se najviše služi jest akrilik na platnu. Slika razne teme a redovita tema koja se provlači kroz sva djela jest ljudsko tijelo. 

## Životopis
Rodio se u Zagrebu 1971. godine. U Splitu je završio grafički odjel Škole za primijenjenu umjetnost i dizajn. Studirao je u Zagrebu gdje je 1995. godine diplomirao slikarstvo na Akademiji likovnih umjetnosti kod prof. Đure Sedera. 
Djela su mu izložena u muzejskim i inim zbirkama.
Djela je izlagao na kolektivnim i samostalnim izložbama u tuzemstvu i inozemstvu, njih preko 30, poput izložaba u Dominikanskom samostanu u Splitu, Galeriji HDLU u Splitu, Galeriji Laudato corde u Zagrebu, Galeriji umjetnina u Splitu Centru za kulturu i obrazovanje u Susedgradu i drugdje, vodio je likovne radionice
Član je HZSU-a i HULU-a.

## Vanjske poveznice
- Tri slike s izložbe Hrvoja Marka Peruzovića, Prigorje, br. 44, siječanj - veljača 2019., str. 30-31